# 제임스 밀

Elements of political economy, 1826

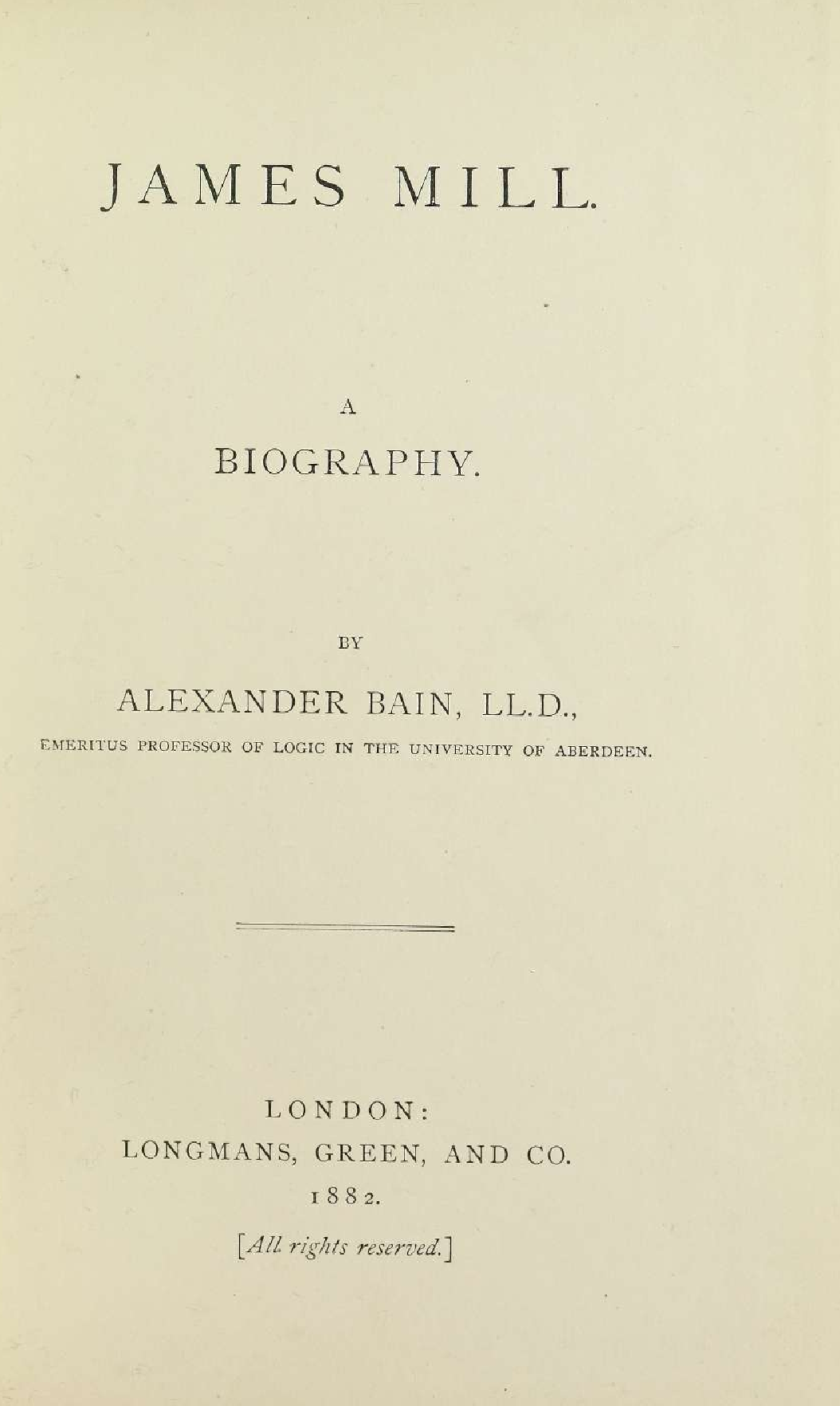
Alexander Bain, James Mill. A biography, 1882

제임스 밀(James Mill, 1773년 4월 6일 - 1836년 6월 23일)은 스코틀랜드 출신으로 잉글랜드에서 활동한 영국의 계몽주의자, 공리주의 철학자, 정치학자, 경제학자, 역사학자, 동인도회사의 간부로서, 존 스튜어트 밀의 부친이다.
스코틀랜드 제화공의 아들로 태어나 열성적인 어머니에 의해서 성을 스코틀랜드 식 표기인 Milne에서 잉글랜드 식 표기인 Mill로 바꾸고, 계몽주의적 교육을 받았다. 런던으로 와서는 공리주의 철학자 제러미 벤담과 교유하면서 지적인 제자이자 동료가 되었다. 벤담의 사상을 이해하고 추종하는 한편, 잉글랜드에서 경제적 사회적으로 입지를 확보하는 데에 그로부터 전폭적인 후원을 받았다. 벤담의 사상을 중심으로 근본적인 사회개혁을 추구했던 인물들을 가리켜 이른바 철학적 급진주의자(philosophical radicals)라고 하는데, 밀은 거기에 참여한 젊은이들을 실질적으로 이끄는 지도자로 활약했다.
대표적인 저서이자 출세작으로 『영국령 인도의 역사』가 있는데, 인도 땅에 발 한번 디뎌보지도 않고 힌두어를 전혀 모르는 상태에서 영어로 된 문헌만을 기초로 집필한 책이다. 그러면서도 예컨대 아라비아 숫자와 십진법이 고대 인도에서 발명되었다든지, 아리아바타(Aryabhata, 476-550)가 땅이 둥글고 주위에 별이 있다는 생각을 했었다는 등의 기록을 서양문명이 전파된 다음에 날조된 이야기로 일축했다. 이 때문에 서구중심주의에 입각한 제국주의 이론가의 전형적인 사례로 간주되며 비판을 받는다.

## 같이 보기
- 자본주의
- 자유 무역